# Lagedi
Lagedi es una pequeña localidad rural del municipio de Rae, Condado de Harju, Estonia.
En 2011 tiene 953 habitantes en un área de 2,46 km².
Se ubica en la periferia suoriental de Tallin, junto al río Pirita y la carretera 11.

## Campo de concentración
Lagedi fue un campo de concentración, el cual fue creado el 22 de agosto de 1944 y cerrado el 18 de septiembre del mismo año. Se estima en 500 las personas muertas allí.
Este campo sirvió para concentrar a los judíos estonios de la región. Debido a que apenas se mantuvo abierto unos días, el número de prisioneros judíos era de 500 por lo que el día en que se eliminó, el 18 de septiembre de 1944, las SS asesinaron a todos los prisioneros.